# Nikolaj Tiščenko
Nikolaj Ivanovič Tiščenko (in russo Николай Иванович Тищенко?; Ljublino, 10 dicembre 1926 – Mosca, 10 maggio 1981) è stato un calciatore e allenatore di calcio sovietico, di ruolo difensore.

## Carriera

### Club
Durante la sua carriera ha giocato solo con lo Spartak Mosca, con cui ha raggiunto 106 presenze.

### Nazionale
Conta 11 presenze con la Nazionale sovietica.

## Palmarès

### Club
- Campionato sovietico: 4

Spartak Mosca: 1952, 1953, 1956, 1958

### Nazionale
- Oro olimpico: 1

Melbourne 1956